# Carmen (Surigao del Sur)
Carmen è una municipalità di quinta classe delle Filippine, situata nella Provincia di Surigao del Sur, nella Regione di Caraga.
Carmen è formata da 8 baranggay:
- Antao
- Cancavan
- Carmen (Pob.)
- Esperanza
- Hinapoyan
- Puyat
- San Vicente
- Santa Cruz